# Сеща (деревня)
Се́ща — деревня в Дубровском районе Брянской области, в составе Дубровского городского поселения. Расположена в 5 км к юго-востоку от одноимённого посёлка.
Известна с XVIII века; первоначально входила в Брянский уезд. С 1776 по 1929 год в Рославльском уезде Смоленской губернии (с 1861 — в составе Радичской волости, в 1924—1929 в Сещинской волости); с 1929 в Дубровском районе. До 1959 в Сещинском сельсовете (центр — пос. Сеща), в 1959—2005 в Немерском сельсовете.
К настоящему времени почти исчезла (население на 1 января 2010 года — 3 человека).